# María Ángeles Martínez Esplá
María Ángeles Martínez Esplá (Alacant, 23 de gener de 1951) és política valenciana, diputada a les Corts Valencianes en la IV Legislatura.
Ha treballat com a administrativa. Vinculada al món de l'ensenyament, fou membre directiu de la Confederació Valenciana de Pares d'Alumnes i ha format part tant del Consell Escolar Valencià com del Consell Escolar Espanyol. Membre d'Esquerra Unida del País Valencià en forma part de la Coordinadora d'Àrea Local d'Alacant.
En 1994 fou nomenada regidora de l'ajuntament d'Alacant en substitució d'Antonio Botella. Alhora fou escollida diputada a les eleccions a les Corts Valencianes de 1995. De 1995 a 1999 ha format part de les comissions parlamentàries de Coordinació, Organització i Règim de les Institucions de La Generalitat, d'Educació i Cultura, de Sanitat i Consum, de la Comissió Permanent no legislativa de Seguretat Nuclear i de la Comissió especial per a l'estudi dels programes de cooperació i solidaritat amb el Tercer Món.
A les eleccions a les Corts Valencianes de 2015 va formar part de la llista conjunta Acord Ciutadà, si bé que en un lloc simbòlic.